# Liste metallzeitlicher Fundplätze auf Korsika
Die Besiedlung Korsikas ist seit dem 8. Jahrtausend v. Chr. dokumentiert. Die korsische Urbevölkerung, Jäger und Sammler, wurde um 6000 v. Chr. von einwandernden Neolithikern der Cardial- oder Impressokultur verdrängt. Auf Korsika begann die Megalithkultur zu einer Zeit, in der sie in den meisten Teilen Europas schon beendet war oder die Metallzeit eingesetzt hatte. Die Fundplätze der Metallzeiten sind daher auf Korsika besonders interessant.

## Chalkolithikum
Gegen Ende des Neolithikums wurde die Abschlagtechnik in der Steinbearbeitung bei Werkzeugen und Speerspitzen verfeinert, wie zahlreiche Funde, oft unter neolithischen Abris gemacht, bezeugen. Der Fundplatz Terrina bei Aléria gilt als Zeugnis des Höhepunkts des Chalkolithikums.
Fundplätze (in Klammern die Gemeinde): 
- A Mutola (Belgodère)
- Cauria mit Abris (Sartène)
- I Calanchi mit dem Abri von Sapar’Alta (Sollacaro)
- Schalenstein vom Monte Lazzo (Tiuccia)
- Nulachiu (Aregno)
- Terrina (Aléria)

## Bronzezeit

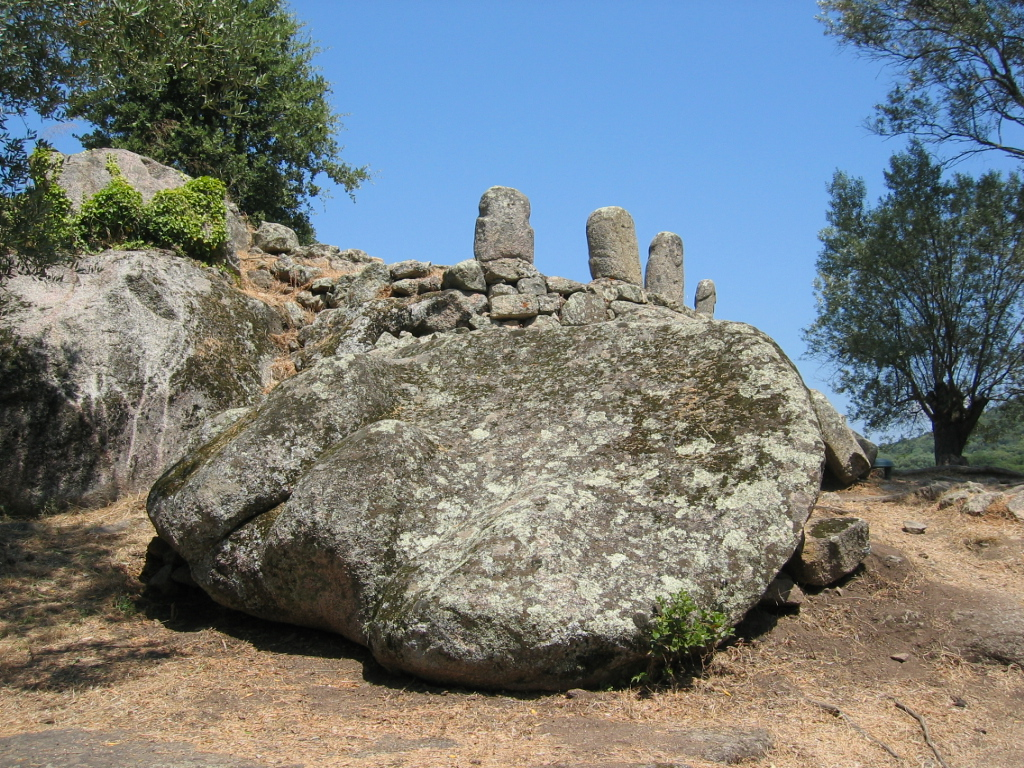
Oppidum von Filitosa

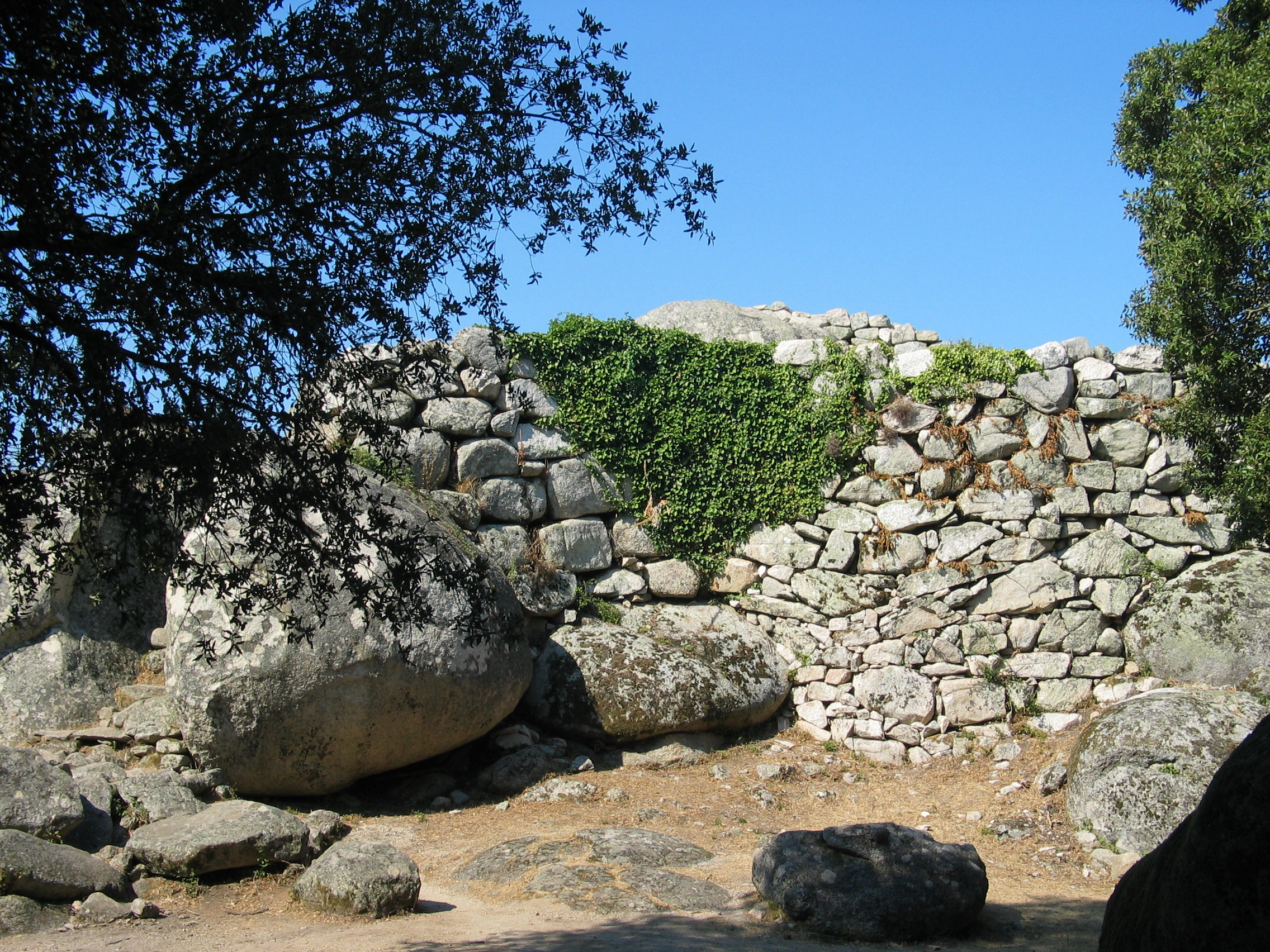
Kastell Cucuruzzu

In der Bronzezeit entstanden auf Korsika befestigte Siedlungen sowie meist kreisrunde, Torren genannte Wehrtürme, die eventuell eine kultische Funktion hatten. Die Torre-Kultur löste um 1600 v. Chr. die Kulturen der Jungsteinzeit ab. 
Kastelle und Torren der Torre-Kultur (in Klammern das zugehörige Gemeindegebiet):
- Balestra (Moca-Croce)
- Castellu di Capula
- Castellu d’Arraggiu, auch Araghju (San-Gavino-di-Carbini)
- Castellu di Cuntorba, auch Contorba
- Castellucciu (Pila-Canale)
- Cucuruzzu (Lévie)
- Filitosa (Sollacaro)
- Forcina
- Pozzone

- Monument von Foce (Argiusta-Moriccio)
- Rusumini (Nordhälfte) (Castineta)
- Torracone
- Torre von Alo-Bisucce, auch Alo Bisughje (Bilia)
- Torre von Ceccia (Porto-Vecchio)
- Torre von Tappa (Porto-Vecchio)
- Torre von Torre (Porto-Vecchio)

Fundplätze ohne Monumente: 
- Castellucciu (Minza)
- Mare Stagno
- Monte Ortu (Nordhälfte)

## Eisenzeit
In der Eisenzeit ist die Fundlage schlecht. Es bestanden aber die Siedlungen 
- Capula,
- Cuccuruzzu,
- Modria
- Araguina-Sennola bei Bonifacio